# Rhachicolus critatus
Rhachicolus critatus is een keversoort uit de familie boktorren (Cerambycidae). De wetenschappelijke naam van de soort is voor het eerst geldig gepubliceerd in 1987 door Galileo.